# Bintou Touré
Pour les articles homonymes, voir Touré.
 (décembre 2023).
Bintou Touré est une femme politique guinéenne, député à l'Assemblée nationale de la république de Guinée de 2020 en 2021,.
Bintou est la présidente du parti guinéen pour le progrès et le développement et est présidente de la commission santé, jeunesse, sports, art et Culture,,.